# ǃXóõ jezik
ǃXóõ jezik (ngǀamani, tsasi; ISO 639-3: nmn), jedan od dva hua jezika, porodica khoisan, kojim govori 4000 ljudi (2002) u Bocvani na jugu distrikta Gantsi, sjeveru distrikta Kgalagadi i zapadnimm predjelima distrikata Southern i Kweneng. U Namibiji ga govori oko 200 ljudii u okolici Aranosa i Leonardvillea.
Ima nekoliko dijalekata: Auni (ǀAuni, ǀAuo), Kakia (Masarwa), Kiǀhazi, Ngǀuǁen (Nuǁen, ǀUǁen, Ngǀuǀei, ǀNuǁen, ǁUǁen), Nusan (Ngǀusan, Nu-San, Noosan), Xatia (Katia, Kattea, Khatia, Vaalpens, ǀKusi, ǀEikusi) i ǃKwi. Izumrli su Nǀgamani, Ngǀuǁen, ǀAuni i Kiǀhazi.
Jezik ima dva prefiksa i 3 sufiksa.

## Vanjske poveznice
- Ethnologue (14th)
- Ethnologue (15th)